# Greny

Greny este o comună în departamentul Seine-Maritime, Franța. În 1 ianuarie 2018 avea o populație de 123 de locuitori.